# 乔安妮·莫尔德
乔安妮·莫尔德（英語：Joanne Mould，1970年7月21日—），英国前女子曲棍球运动员。她曾代表英国国家队参加1996年夏季奥林匹克运动会曲棍球比赛，结果队伍获得第四名。